# Rhamdella cainguae
Rhamdella cainguae är en fiskart som beskrevs av Bockmann och Miquelarena 2008. Rhamdella cainguae ingår i släktet Rhamdella och familjen Heptapteridae. Inga underarter finns listade i Catalogue of Life.